# 吉西 (加来海峡省)
吉西（法語：Guisy，法語發音：[ɡizi]）是法国上法蘭西大區加来海峡省的一个市镇，属于蒙特勒伊区。

## 地理
吉西（50°23'20"N, 2°0'7"E）面积1.16 平方千米，位于法国上法蘭西大區加来海峡省，该省份为法国北部沿海省份，西北濒北海，南至索姆省，东临北部省。
与吉西接壤的市镇（或旧市镇、城区）包括：马尔科内勒、布安-普吕穆瓦松、欧班圣瓦斯特。

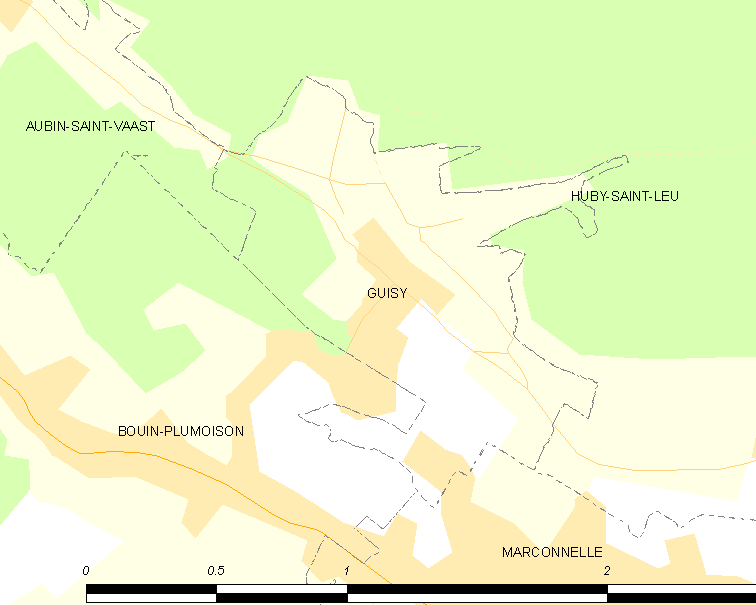
的OSM定位图

吉西的时区为UTC+01:00、UTC+02:00（夏令时）。

## 行政
吉西的邮政编码为62140，INSEE市镇编码为62398。

## 政治
吉西所属的省级选区为欧克西堡县。

## 人口

1962-2008年间人口变化图示

吉西于2022年1月1日时的人口数量为273人。